# Павлово (Островский район)
Павлово — деревня в Островском районе Псковской области. Входит в состав Островской волости.
Расположена в 10 км к востоку от центра города Остров, юго-восточнее от деревни Шмойлы.
| 2001 | 2002 | 2010 | 2013 |
| ---- | ---- | ---- | ---- |
| 3    | ↗6   | ↘2   | ↗4   |

## История
Деревня до апреля 2015 года входила в состав ныне упразднённой Городищенской волости района.